# Naozhou
L'île de Naozhou (chinois simplifié : 硇洲岛), est une île dans le district de Mazhang en Chine. Elle mesure 10 kilomètres de longueur et 6 kilomètres de largeur.

## Histoire
Entre 1899 et 1945, l'île fait partie du territoire français de Kouang-Tchéou-Wan.